# Doussaram
Doussaram ist ein Weiler im Arrondissement Zinder III der Stadt Zinder in Niger.

## Geographie
Der Weiler befindet sich nordwestlich des Stadtzentrums im ländlichen Gemeindegebiet von Zinder, der Hauptstadt der gleichnamigen Region Zinder. Ein Dorf in der näheren Umgebung von Doussaram ist Bani Agama im Südosten.
Wie im gesamten Gemeindegebiet von Zinder herrscht das Klima der Sahelzone vor, mit einer durchschnittlichen jährlichen Niederschlagsmenge zwischen 300 und 400 mm.

## Bevölkerung
Bei der Volkszählung 2012 hatte Doussaram 70 Einwohner, die in 16 Haushalten lebten.

## Wirtschaft und Infrastruktur
Es gibt eine Schule in der Siedlung.